# 量子ゲーム理論
量子ゲーム理論（りょうしゲームりろん、英: quantum game theory）とは、古典的なゲーム理論を量子論の領域に拡張したものである。古典的なゲーム理論とは主に次の3点が異なっている：
1. 重ねあわされた初期状態、
2. 初期状態の量子もつれ、
3. 初期状態で用いられる戦略の重ねあわせ。

この理論は、量子計算によく似た情報の物理学に基づいている。

## 初期状態の重ねあわせ
ゲーム中に発生する情報伝送は、物理的なプロセスと見なすことができる。それぞれ2つの戦略を持つ2人のプレーヤー間の古典的なゲームのもっとも単純なケースでは、両プレーヤーがビット（「0」か「1」か）を使用して、戦略の選択を伝えることができる。
こうしたゲームのよく知られた例は囚人のジレンマで、そこでは容疑者のそれぞれが、協力するか裏切るかのどちらかを選ぶことができる：すなわち知っていることを黙っておくか、相手が犯罪を犯したことを明かすかである。
このゲームの量子版では、ビットは2つ以上の基本状態の量子重ねあわせである量子ビットに置きかえられる。 戦略が2つのゲームの場合これは、+1/2 と −1/2 とを基本状態とする、重ねあわされたスピン状態を持つ電子のような実体を用いて物理的に実装することができる。スピン状態のそれぞれは、プレーヤーが利用できる2つの戦略のそれぞれを表現するために用いられる。電子に測定を行うと、電子は基本状態の1つに崩壊し、そうしてプレーヤーが使用した戦略を伝える。

## もつれた初期状態
（戦略の選択を伝えるために使用される）各プレーヤーに最初に提供される量子ビットの集合は、もつれる（エンタングルメントする）可能性がある。例として、もつれた量子ビットの組は、一方の量子ビットで実行された操作がもう一方の量子ビットにも影響を及ぼし、それによってゲームの期待利得を変えることを含意する。

## 初期状態で用いられる戦略の重ねあわせ
古典的なゲームにおいてプレーヤーがすることは、戦略を選ぶことである。ビットに関して言うとこれは、プレーヤーがビットをもとの反対の状態に「反転（フリップ）」するか、現在の状態をそのままにしておくかを選ぶ必要があることを意味する。
量子領域に拡張するとこれは、プレーヤーが量子ビットを新しい状態へと回転できることを意味し、これによって各基本状態の確率振幅が変化する。デコヒーレンスを防ぐため、量子ビットに対するこのような操作は、量子ビットの初期状態に対するユニタリ変換である必要があり、これが（純粋な）量子戦略となる。これは、ある統計的確率でもって戦略を選ぶという古典的な混合戦略とは異なっている。

## 多人数のゲーム
多人数のゲームに量子情報を導入することで、従来のゲームには見られない新しいタイプの「均衡戦略」が可能になる。プレーヤーたちの選択の量子もつれは、プレーヤーが他のプレーヤーを裏切ることで得をすることを防ぐことにより、契約の効果をもたらす可能性がある。

## 量子ミニマックス定理
量子プレーヤー、ゼロサム量子ゲーム、およびそれらと関連づけられた期待利得の概念は、有限ゲームについては A. Boukas により2000年に、また無限ゲームについては L. Accardi と A. Boukas によって2020年に、ヒルベルト空間上の自己随伴作用素のスペクトル定理の枠組みで定義された。そこではフォン・ノイマンのミニマックス定理の量子版が証明されている。